# Syberyjski Okręg Wojskowy (Federacja Rosyjska)
Syberyjski Okręg Wojskowy (ros. Сибирский военный округ) – dawna jednostka administracyjno-wojskowa Sił Zbrojnych Federacji Rosyjskiej, obejmująca całość obiektów militarnych - w tym jednostki wojskowe, zakłady przemysłu zbrojeniowego, jednostki paramilitarne - stacjonujących we wschodniej części FR w okresie 1991–2010.
Okręg obejmował powierzchnię ponad 5 mln km², liczył około 50 tys. żołnierzy, nominalnie posiadał na uzbrojeniu: 10000 czołgów (w tej liczbie do 4000 T-64 i 300 T-55), 6000-6300 innych wozów bojowych,  36 wyrzutni rakietowych „Toczka”. 2600-4300 zestawów artyleryjskich.
1 grudnia 2010 jednostki SOW weszły w skład Wschodniego i Centralnego Okręgu Wojskowego.

## Struktura organizacyjna
W 2009
| Nazwa jednostki                                       | Garnizon               |
| ----------------------------------------------------- | ---------------------- |
| 5 Gwardyjska Dońsko-Budapesztańska Brygada Pancerna   | Stacja Dywizjonnaja;   |
| 32 Leningradzko-Pawłowska Brygada Zmotoryzowana       | Szyłowo;               |
| 35 Gwardyjska Wolgogradzko-Kijowska BZmot             | Alejsk;                |
| 36 Gwardyjska Łozowska BZmot                          | Borzja;                |
| 37 Gwardyjska Tacyńska BZmot                          | Kjahta;                |
| 74 Gwardyjska Zwienogrodzko-Berlińska BZmot           | Jurga;                 |
| 103 Baza Sprzętu i Uzbrojenia (formowana 84 BZmot)    | Szyłowo                |
| 104 BSiU, na bazie formowana 85 BZmot                 | Alejsk                 |
| 187 BSiU, (86 Siwaszycko-Szczecińska BZmot)           | Niżnieudynsk           |
| 225 BSiU (29 Samodzielna BZmot)                       | Jasnaja                |
| 227 BSiU, (87 BZmot)                                  | Stacja Dywizjonnaja    |
| 11 Brygada Desantowo-Szturmowa                        | Sosonowy Bór/Ułan Ude; |
| 212 Okręgowe Centrum Szkolenia Młodszych Specjalistów | Czyta (Piesczanka);    |
| 24 Brygada SpecNaz                                    | Ułan Ude;              |
| 103 Brygada Rakiet Operacyjno-Taktycznych             | Ułan Ude;              |
| 200 Brygada Artylerii/36Armii                         | Drowjannaja;           |
| 120 Brygada Artylerii                                 | Szelechow;             |
| 232 Brygada Artylerii Rakietowej                      | Szelechow;             |
| 7018 BSiU                                             | Drowjannaja;           |
| 7019 Praska BSiU                                      | Szelehow;              |
| 349 Baza Sprzętu                                      | Topczycha;             |
| 101 Hingańska Brygada Łączności                       | Czyta;                 |
| 50 Brygada Łączności.                                 |                        |

## Dowódcy okręgu
- gen. płk Wiktor Kopyłow (1991–97),
- gen. płk Grigorij Kasperowicz (1997–98),
- gen. płk Nikołaj Kormilcew (1998–2001),
- gen. armii Władimir Bołdyriew (2001–2002),
- gen. armii Nikołaj Makarow (od 2002)[5]